# Inaki Basauri
Pour les articles homonymes, voir Basauri.
Pas d'image ? Cliquez ici

a Compétitions nationales et continentales officielles uniquement.

b Matchs officiels uniquement.
Dernière mise à jour le 15 avril 2020.
Inaki Basauri, né le 1er octobre 1984 à Monterrey (Mexique), est un joueur américain de rugby à XV, qui joue avec l'équipe des États-Unis depuis 2007, évoluant au poste de troisième ligne aile.

## Biographie
Inaki Basauri commence le rugby à XV à l'âge de 15 ans à l'invitation d'un ami. Il joue pour l'équipe des États-Unis de moins de 19 ans à l'âge de 16 ans et il est le vice-capitaine de l'équipe en tournée en France pour le Championnat du monde. Après le tournoi, il est recruté par Massy (Fédérale 1), club formateur de la région parisienne,  pour intégrer l'équipe des moins de 21 ans du club. Il a depuis évolué à Marmande, Agen et enfin Lannemezan en Pro D2. 
En 2008-2009, il a disputé 5 matchs en Pro D2. Il est le capitaine des Espoirs du SU Agen qui vont en finale de l'accession Espoirs pour jouer le championnat Élite Espoirs 2009-2010.
En 2007, il participe à la préparation à la coupe du monde 2007, il est retenu dans le groupe et il dispute deux matchs. Il obtient sa première cape internationale le 23 mai 2007 à l'occasion d'un match contre l'Équipe d'Écosse A.
Il jouera 22 matchs avec Lannemezan lors de la saison 2009-2010 de Fédérale 1, puis 5 matchs avec L'Aquila pour la saison 2010-2011 de Super 10. Il jouera 23 matchs et marquera un essai avec Périgueux en Pro D2.
En 2012, il s'engage avec le Tarbes Pyrénées rugby, en Pro D2 qu'il quitte en 2015 pour rejoindre le Stade Nantais (Fédérale 2). À l'été 2017, il décide de quitter Nantes pour rejoindre le SC Le Rheu Rugby, club conseillé par son ami Mickaël Pasquier, compère deuxième ligne.

## Palmarès

### Équipe nationale
(Au 15/04/2020)
- 15 sélections
- Sélections par années : 3 en 2007, 3 en 2008, 2 en 2010, 4 en 2011, 3 en 2012

En coupe du monde :
- 2007 : 2 sélections (Angleterre, Tonga)
- 2011 : 1 sélection (Australie)